# Кірат-Чулі
Кірат Чулі (Пік Тент) (7362 м) — вершина масиву Канченджанга, в центральній частині Гімалаїв. Розташована на кордоні Непалу і Сіккіма за 11 км північно-східніше головної вершини Канченджанги. Кірат Чулі є  76-им по висоті піком світу.

## Ресурси Інтернету
- Семитисячники (нім.) [Архівовано 13 лютого 2013 у Wayback Machine.]
- «Гімалайський журнал» [Архівовано 17 липня 2017 у Wayback Machine.]
- Kirat Chuli [Архівовано 12 жовтня 2013 у Wayback Machine.]